# Serkan Erdoğan
Serkan Erdoğan (Amásia, 30 de agosto de 1978) é um ex-basquetebolista profissional turco que atualmente trabalho como desenvolvedor de jovens talentos no Tofaş SK.